# Katzelsdorf an der Leitha
Katzelsdorf (také Katzelsdorf an der Leitha) je obec v Industrieviertelu (Průmyslové čtvrti) v okrese Vídeňské Nové Město rakouské spolkové zemi Dolní Rakousko, přímo na jih od Vídeňského Nového Města.

## Geografie
Katzelsdorf leží na rozhraní oblastí Steinfeld, klimatické oblasti Thermenregion s termálními prameny a pahorkovité krajiny na úpatí Rosaliengebirge. Přes Katzelsdorf protéká řeka Leitha (česky: Litava) a kanál Mühlbach.

## Historie
Před naším letopočtem byla oblast součástí keltského království Noricum a patřila k prostředí keltského osídlení u Schwarzenbašského Burgbergu.
Později za římské říše patřil dnešní Katzelsdorf do provincie Pannonia.
První písemná zmínka o Katzelsdorfu pochází z roku 1183, kdy se o něm píše jako o Cazelinisdorfu, pojmenovaném pravděpodobně podle muže jménem Chazilo nebo Chezilin.
Ve 12. století byl vybudován hrad Katzelsdorf, o jehož nynější podobu se zasloužil šlechtic Wolf Mathias von Königsberg († 1653). Od roku 1994 je zámek ve vlastnictví obce a slouží jako centrum pro pořádání různých festivalů, kulturních akcí a výstav.
Ve 14. století byl postaven zámek Eichbüchl. V roce 1945 zde Dr. Karl Renner (1870-1950) vyhlásil druhou rakouskou republiku (1945-1950). Dnes je zámek v soukromém vlastnictví a slouží pro setkávání milovníků hudby.
V 15. století založil řád františkánů klášter a farní kostel. V roce 1857 přešel klášter na Redemptoristy, kteří zde zřídili gymnázium.
Za 2. světové války byl areál kolem zámku Katzelsdorf využíván jako velký „lazaret“ pro koně určené k nasazení na východní frontě. Při bombardování Vídeňského Nového Města byl značně poškozen i Katzelsdorf.

## Politika
Dne 26. listopadu 2003 byla v historii Katzelsdorfu poprvé zvolena za starostu obce žena, Hannelore Handler-Woltranová.
V obecním zastupitelstvu je 21 křesel. Po obecních volbách konaných 14. března 2010 jsou křesla podle získaných mandátů obsazena takto:
- ÖVP 13
- SPÖ 5
- Nezávislí 3

## Školství
V Katzelsdorfu jsou dvě mateřské školy, základní škola a hudební škola, soukromé gymnázium s právem veřejnosti (Klemens Maria Hofbauera, dříve gymnázium Redemptoristů).

## Sport
V Katzelsdorfu jsou dvě fotbalová hřiště, tenisové hřiště a víceúčelové zařízení pro provozování různých druhů sportů. Dále je možnost jízdy na koni, nebo pro pěší turistické značené stezky k výletům do údolí řeky Au a do Rosaliengebirge. V okolí Katzelsdorfu je také rozsáhlá síť cyklistických stezek. V zimním období je možnost lyžování na běžkách.

## Kultura a pamětihodnosti

### Divadlo
- Ochotnické divadlo Katzelsdorf

### Hudba
- Mládežnická dechová hudba
- Pěvecký spolek "Rosalienchor"

### Muzea
Od 4. září 2004 je v budově dřívější nemocnice pro koně otevřen "Svět cínových figurek Katzelsdorf". Vystavené předměty jsou největší sbírkou cínových figurek v Rakousku.

### Významné budovy
- Zámek Katzelsdorf
- Zámek Eichbüchl
- Klášter Redemptoristů

## Osobnosti
- Ernst Florian Winter (1923–2014) – rakousko-americký historik, politik a diplomat. Žil v šedesátých letech se svou ženou Johannou von Trapp (1919-1994), (dcerou George Ludwiga von Trappa (1880-1947)) na zámku Eichbüchl